# Aeropuerto Internacional de Puerto Maldonado
El Aeropuerto Internacional Padre Aldamiz, también conocido como Aeropuerto Internacional de Puerto Maldonado es un pequeño aeropuerto localizado en la ciudad peruana de Puerto Maldonado, departamento de Madre de Dios.

## Nombre
El aeropuerto toma su nombre del misionero vasco Joseba Aldamiz-Etxebarria, fallecido en el lugar mientras pilotaba un avión ligero en 1966.

## Funcionamiento
Este aeropuerto recibe un bajo número de vuelos nacionales y algunos internacionales. Actualmente es administrado por el consorcio peruano-argentino Aeropuertos Andinos del Perú quien obtuvo la buena pro de la concesión del aeropuerto por un período de 25 años, desde 2010. 
El aeropuerto está localizado cerca de algunas de las áreas ecológicas más importantes del Perú, tales como Tambopata, Iberia, etc. Al igual que varios aeropuertos pequeños en el mundo, este sólo recibe un tipo de viajero, el turista ecológico. Debido a su ubicación, las autoridades del aeropuerto requieren a los viajeros estar vacunados contra la fiebre amarilla. 
La Fuerza Aérea del Perú envía aviones Boeing 707 a Puerto Maldonado para transporta civiles y carga. La pista de aterrizaje es larga y está habilitada para recibir a un B747-400 con toda comodidad.

## Estadísticas
Ver fuente y consulta Wikidata.

## Aerolíneas y destinos

### Vuelos nacionales
| Destinos nacionales del Aeropuerto de Puerto Maldonado PEM LIM CUZ | Destinos nacionales del Aeropuerto de Puerto Maldonado PEM LIM CUZ | Destinos nacionales del Aeropuerto de Puerto Maldonado PEM LIM CUZ | Destinos nacionales del Aeropuerto de Puerto Maldonado PEM LIM CUZ | Destinos nacionales del Aeropuerto de Puerto Maldonado PEM LIM CUZ | Destinos nacionales del Aeropuerto de Puerto Maldonado PEM LIM CUZ | Destinos nacionales del Aeropuerto de Puerto Maldonado PEM LIM CUZ | Destinos nacionales del Aeropuerto de Puerto Maldonado PEM LIM CUZ |
| ------------------------------------------------------------------ | ------------------------------------------------------------------ | ------------------------------------------------------------------ | ------------------------------------------------------------------ | ------------------------------------------------------------------ | ------------------------------------------------------------------ | ------------------------------------------------------------------ | ------------------------------------------------------------------ |

### Aerolíneas
| Aerolíneas            | Destinos                     | Aeronaves                | Alianza |
| --------------------- | ---------------------------- | ------------------------ | ------- |
| LATAM Perú 2 destinos | Nacionales: (2) Cusco / Lima | Airbus A319, Airbus A320 | N/A     |

### Destinos nacionales
| Destinos                       | Aeropuertos                                       | Aerolíneas |
| ------------------------------ | ------------------------------------------------- | ---------- |
| Cuzco (1 destino, 1 aerolínea) |                                                   |            |
| Cuzco                          | Aeropuerto Internacional Alejandro Velasco Astete | LATAM Perú |
| Lima (1 destino, 1 aerolínea)  |                                                   |            |
| Lima                           | Aeropuerto Internacional Jorge Chávez             | LATAM Perú |